# Buitinga asax
Buitinga asax là một loài nhện trong họ Pholcidae. Loài này được phát hiện ở Tanzania.